# Gamasomorpha longisetosa
Gamasomorpha longisetosa är en spindelart som beskrevs av Lawrence 1952. Gamasomorpha longisetosa ingår i släktet Gamasomorpha och familjen dansspindlar. Inga underarter finns listade i Catalogue of Life.